# Colcarteria carrai
Espèce
Colcarteria carrai est une espèce d'araignées aranéomorphes de la famille des Desidae.

## Distribution
Cette espèce est endémique de Nouvelle-Galles du Sud en Australie. Elle se rencontre dans la forêt d'État de Carrai.

## Description
La carapace du mâle holotype mesure 1,43 mm de long sur 1,13 mm de large, son abdomen mesure 1,5 mm de long sur 1,0 mm de large. La carapace de la femelle paratype mesure 1,98 mm de long sur 1,39 mm de large, son abdomen mesure 2,3 mm de long sur 1,7 mm de large.

## Étymologie
Son nom d'espèce lui a été donné en référence au lieu de sa découverte, la forêt d'État de Carrai.

## Publication originale
- Gray, 1992 : New desid spiders (Araneae: Desidae) from New Caledonia and eastern Australia. Records of the Australian Museum, vol. 44, p. 253-262 (texte intégral).